# لوتکه‌ویروم
لایتسوویرم (به هلندی: Lutkewierum) یک منطقهٔ مسکونی در هلند است که در لیتنسرادیل واقع شده‌است. لایتسوویرم ۶۸ نفر جمعیت دارد.